# (1671) Чайка
(1671) Чайка (лат. Chaika) — типичный астероид главного пояса, открыт 3 октября 1934 года российским и советским астрономом Григорием Неуйминым в Симеизской обсерватории и 1 июня 1967 года назван в честь позывного «Чайка» Валентины Терешковой.

## Обнаружение и именование
(1671) Чайка
Открыт 3 октября 1934 года в Симеизе Г. Н. Неуйминым.
Название означает "морская чайка". Эта планета названа в честь первой полетевшей в космос женщины Валентины Владимировны Николаевой-Терешковой (р. 1939), которой дали позывной "Чайка". Название предложено Институтом теоретической астрономии, Ленинград.
Оригинальный текст (англ.)1671 Chaika
Discovered 1934-10-03 by Neujmin, G. at Simeis.
The name means sea gull.  This planet honors V{alentina} V{ladimirovna} {1939—} Nikolajeva-Tereshkova who was given the name the "sea gull" as she was the first woman to fly in space. Name proposed by the Institute of Theoretical Astronomy, Leningrad.
Источники: DISCOVERY.DB; M.P.C. 2740.

## Орбита

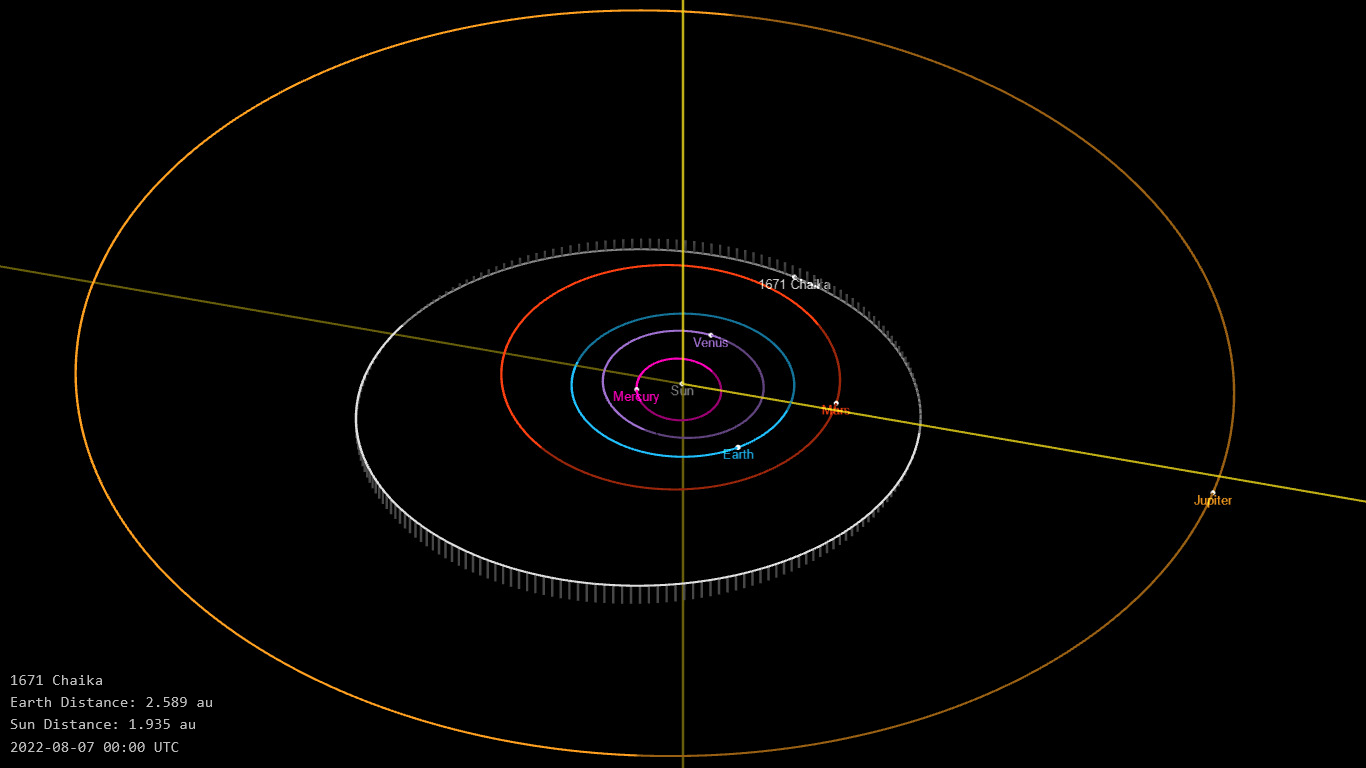
Орбита астероида Чайка и его положение в Солнечной системе

## Физические характеристики
Астероид относится к таксономическому классу S.
По результатам наблюдений в видимом и ближнем инфракрасном диапазоне космического телескопа NEOWISE и наблюдений в инфракрасном диапазоне спутника Akari диаметр астероида сначала оценивался равным 10,222±0,048 км, позже — 9,37±0,46 км, 13,29±1,71 км, 7,478±0,728 км. Согласно тем же источникам альбедо оценивается как 0,2463±0,0428, 0,291±0,093, 0,145±0,043 и 0,120±0,130.